# A Mancs őrjárat
A Mancs őrjárat (eredeti cím: PAW Patrol) 2013-ban indult kanadai televíziós 3D-s számítógépes animációs kalandsorozat, amelynek az alkotója Keith Chapman.
Amerikában a Nickelodeon 2013. augusztus 12-én mutatta be. Magyarországon először a Nickelodeon mutatta be 2013. november 24-én a Nick Jr. című műsorblokkjában. Majd a Nick Jr. és az RTL Klub is műsorára tűzte a Kölyökklub című műsorblokkban.

## Cselekmény
A különleges problémamegoldó képességekkel és készségekkel rendelkező 10 éves Ryder nevű kisfiú és kutyákból álló csapata minden egyes epizódban megment valakit a Kaland-öbölben valamilyen vészhelyzetben.

## Szereplők

### Eredeti tagok
- Ryder – tízéves fiú, az őrjárat elsőszámú tagja, valamint vezetője. Minden kölyköt örökbe fogadott, mikor megalapította az őrjáratot, de Everest Jake, Tracker pedig Carlos tulajdonában van. Ryder nagyon intelligens és kreatív. Minden kölyköt betanított a saját munkájára és a saját szerkentyűjének használatára. Feltalálta az összes kütyüt, amelyet a csapata használ. A küldetések során Ryder minden epizódban nagyon nyugodtnak és összeszedett, emellett nagyon érett és barátságos. Mindig hajlandó segíteni, még akkor is ha az a személy véletlenül olyan gazember, mint Humdinger polgármester, sosem vár el semmit a mentésért. Néha látni, hogy ő is játszik, labdázik vagy videójátékozik, de sokat játszik a kutyikkal is. A kutymobil Ryder egyik kütyüje, olyan mint egy sima tablet, a funkciói is hasonlóak, de össze van kötve a kutyik medáljaival, így egy speciális csúszó mechanizmus segítségével hívhatja őket. Kabátja szintén hightech, a vízi küldetések során parancsszóra mentőmellényé alakítható. Járműve egy quad, ez egy csúcstechnológiájú jármű, amelyet három üzemmódra képes átalakulni: quad, légpárnás vízijármű és motoros hószán üzemmód, illetve a későbbi évadokban lebegő járgánnyá alakul, ami robotpilótával is irányítható. A jármű rendszáma 01. A légi mentések alkalmával egy szárnyakkal ellátott siklóruhát visel. Ryder rendelkezik egy továbbfejlesztett gördeszkával is, amelyet a Mancs küldetések alatt használ. Hogy a szuperkutyikkal lépést tudjon tartani, a küldetések alatt egy speciális repülő szuperruhát hord.
- Chase  egy német juhász, aki rendőrként és kémként szolgál, az őrjárat második tagja, 7 éves. Dolga többnyire az emberek figyelmeztetése vagy közlekedési rendőrként szolgál, ezenkívül még kiváló nyomkövető – bár cica és toll allergiája van – és kiváló kém. Rendőrségi kalapot visel, teniszlabda ágyút és háló kilövőt használ, többféle rendőr autót vezet a küldetések alkalmával. A 2. évadtól már kém felszereléssel is rendelkezik, ehhez tapadó korongos cipő, drótkötél és elemlámpa is jár. A 3. évadtól Chase egy hátipakkból előugró vitorlázórepülővel is rendelkezik a légi mentésekhez. A 4. évadban a partiőr feladatok ellátásához, mentőmellényt és vízalatti elemlámpát kapott, megafonja mellé. Chase, rendőrkutya lévén, nagyon érett gondolkodású, valószínűleg a legérettebb a csoportból. Határozott vezető és nagyon komolyan veszi a dolgokat járőrözés közben, bár vannak hullámvölgyei. Hűséges és engedelmes, sosem hagyná cserben Rydert. Ő és Marshall a legjobb barátok, sokszor versenyeznek, komoly jelleme ellenére nagyon gondoskodó a többi kutyával szemben. Gyakran szkeptikus, amikor a járőr természetfeletti vagy szokatlan dologgal foglalkozik. Szuper kutyiként hihetetlen gyorsasággal tud futni, feltöltődés után szónikus vonyítást tud használni. Feltöltődéskor Rockyval áll párban, és elképzelhető, hogy kissé szerelmes Skye-ba. Chase medálján egy arany csillag látható, szuper kutyis medálján egy meteor van, ezzel kommunikál a többikkel. A A Mancs őrjárat: A film óta Chase a Spin Master Entertainment két kabalája egyike lett (Marshall mellett), és szerepel a produkciós logójukban.
- Marshall – egy esetlen, de hozzáértő dalmata, aki tűzoltóként és mentős kutyaként szolgál, az őrjárat harmadik tagja, 6 éves. Elsődleges feladata a tüzek ellenőrzése és szükség esetén eloltása a vízágyújával – de bármilyen folyadék (festék, turmix, pizzaszósz) tehető a tartályokba – valamint létrájával állatok mentése magas helyekről. Tűzoltó sapkája visszahúzható szemellenzővel is rendelkezik. A 2. évadtól orvosként az a feladata, hogy röntgenképernyőjét felhasználva ellenőrizze a sebesültek sérüléseit és szükség esetén ellássa őket, annak ellenére, hogy hajlamos a kötésekkel túlzásokba esni. Hordágyakat, hőmérőt és sztetoszkópot is használ, fel van szerelve állatok és emberek kezelésére is. A 3. évadtól egy hátipakkból előugró víztömlővel irányítható repülővel is rendelkezik a légi mentésekhez, egész ügyes, bár fél a repüléstől. A 4. évadban a partiőr feladatok ellátásához új felszerelést kapott, a pakk egy megbízható, vizet és festéket is lövő ágyút tartalmaz, emellett mentőmellényt is kapott. Ha víz alatt van, karmot és légtömlőt is használhat. A Mancs küldetések alatt hidrokilövőt használ, amely olyan erős, hogy falakat képes ledönteni, vagy akár a fát átvágni. Marshall nagyon jószívű kölyök. Kis ügyetlensége ellenére a küldetések során számtalanszor segít Rydernek, nagyon jó a szaglása, képes kiszagolni és észlelni a gázszivárgást és a füstöt. Ha a Mancs-furól van szó, kiváló és ügyességével, türelmével túlszárnyalja társait, nagyon gyorsan fut, a csapat leggyorsabb tagja. Nagyon barátságos és kedves, különösen a madarak szeretik, de minden állattal jól kijön. Ő és Chase a legjobb barátok, játékosan versenyeznek is egymással. Nagy szíve van, elhatározta, hogy soha nem hagyja cserben a barátait. Néha akaratlanul is lefújja Rockyt a vízágyúival, de utána mindig elnézést kér. Bizonytalansága ellenére a végén mindig megembereli magát, ez pedig az elszántságát mutatja. Marshall alvajáró, egyszer szellemnek is nézik, jól beszél tehénül. Szuperkutyiként iszonyatos hővel rendelkezik, amikor mancsait a földre teszi az megolvasztja a felszínt. Feltöltődéskor Rubble-lel áll párban, és elképzelhető, hogy kissé szerelmes Everestbe. Medálján piros háttér előtt tűz szimbólum van, szuperkutyis medálján szintén egy láng szimbólum látható, de hosszabbak a lángnyelvek, ezzel kommunikál a többikkel. A A Mancs őrjárat: A film óta Marshall a Spin Master Entertainment másik kabalája lett, és szerepel a produkciós logójukban.
- Skye –  egy cockapoo (cocker spániel és uszkár keveréke), aki pilótaként szolgál, az őrjárat negyedik és az első nőstény tagja, 7 éves. Elsődleges feladata, hogy figyelje a felülről érkező vészhelyzeteket, helikopterének markoló övével embereket menthet meg és szükség esetén a csapat tagjait szállítja. Pakkja az aktiválás után szárnyakká és fúvókákká alakul, a 3. évadban egy továbbfejlesztett szuperszonikus jetpakkot kap, így a levegőben ő a leggyorsabb kutyi. A Mancs küldetések alatt tapadókorongos kábelt is tud használni. A 4. évadban a partiőr feladatokhoz új felszerelést kapott, amely egy ejtőernyőt tartalmaz, a mentőmellény mellé. A levegőbe ugorva mindig pördül egyet. Ő a legkisebb a tagok közül. Kiváló Kutya Boogie játékos, tanítgatja a többieket is a lépésekre. Skye nagyon kedves és érzelmes kutyus. Imád repülni helikopterén vagy szárnyaival, de fél a sasoktól, mégis többször megmenti a sasfiókákat. Egyáltalán nem fél a magasságtól, példaképe a kaszkadőr pilóta, Ace Sorensen. Nagyon szeret játszani és szórakoztató tevékenységekben részt venni barátaival, nagyon jó barátok Everesttel, sőt titkos köszönésük is van. Szereti a kis, puha állatokat, különösen a nyuszikat. Imádja a rózsaszínt és szeret Katie szalonjában lenni. Skye szuperkutyiként a szél erejét használja és forgószelet gerjeszt maga alatt, valamint energiaszárnyakat növeszt, feltöltődés után befolyásolni tudja az időjárást. Feltöltődéskor Zumával áll párban, és elképzelhető, hogy kissé szerelmes Chase-be. Medálján rózsaszín háttér előtt propeller szimbólum szerepel, szuperkutyis medálján forgószél látható, ezzel kommunikál a többikkel.
- Rocky – egy szürke-fehér keverék kutya, aki újrahasznosító és gépészmérnök kutyaként is szolgál, az őrjárat ötödik tagja, 6 éves. Elsődleges feladata, hogy régi vagy törött tárgyakat gyűjtsön praktikus karmával és újrahasznosítva használja fel őket a javításokhoz. Igazi ezermester, sokat segít Rydernek a járgányok, kütyük javításakor, készítésekor, rengeteg hasznos szerszámot (csavarhúzó, fogó, ragasztószalag, ragasztó pisztoly) rejt a pakkja. Intelligens és kreatív kutyus, gyakran eszközöket épít a járművében található anyagokból. Nem csak a saját anyagait használja fel, hanem mindent felhasznál, amit csak talál. Leleményes és a mindig megfelelő anyagokkal rendelkezik a dolgok kijavításához. Ryder után a második legnagyobb technikai tudással rendelkező csapattag, minden hibát kijavít. A 3. évadban olyan repülő pakkot kap amivel tud lebegni, így a levegőben is tud szerelni. A Mancs küldetések alkalmával radarszkennert használ, amivel meg tud találni dolgokat, személyeket a falak mögött. A partiőr küldetésekhez a 4. évadban új felszerelést kapott, egy fémdetektort és a búvárfelszereléséhez egy vízalatti hegesztő szerszám is tartozik. Rocky nagyon fél a víztől, utál fürdeni és próbálja is mindig elkerülni, de Marshall rendszeresen lelocsolja a vízágyújával, vagy egy baleset miatt a vízbe pottyan. A mentések alkalmával többször kényszerül vízbe, de így sem bír túllépni a víziszonyán. Viszont azt, mikor sellőkutyivá változva a víz alatt úszik, nagyon élvezi. Annak ellenére, hogy Zuma és Marshall szorosan kötődik a vízhez, nagyon jó barátok, Zuma többször próbálja a szárazon megtanítani szörfözni őt. Ugyanolyan játékos, mint a csapat többi tagja, szívesen játszik velük, ha nincs víz a közelben. Rocky szuperkutyiként óriás energia szerszámokat tud létrehozni és ezekkel villámgyorsan építeni, javítani. Feltöltődéskor Chase-el áll párban. Medálján zöld háttér előtt újrahasznosítási szimbólum szerepel, szuperkutyis medálján egy fogaskerék látható, ezzel kommunikál a többiekkel.
- Rubble –  egy angol bulldog, aki építő kutyaként szolgál, az őrjárat hatodik és legfiatalabb tagja, 5 éves. Elsődleges feladata, hogy segítsen az építéssel kapcsolatos munkáknál. Nincs olyan földmunka, amit ásójával nem tud elvégezni. Pakkjában markoló lapát és kalapács lapul. A 3. évadban egy sugárhajtású hoverboard-ot kap. A Mancs küldetések alatt pakkja egy fogásra alkalmas karommal bővül. Mielőtt Rubble belépett az őrjáratba, kóbor kutya volt, Ryder és a kutyik mentik meg, majd ő menti meg Jake-et egy hóomlás alól. Rubble egy szerethető kutyi, aki mindent tud a gördeszkákról és a snowboardokról, remek DJ és énekes. Eleinte visszahúzódónak és keménynek tűnik, de hajlamos az érzelgősségre, főleg a cicák felé. Sokszor ad nekik kedves, becéző neveket. Példaképe Apollo, a szuperkutya. Szeret játszani és elég játékos, szereti összepiszkolni magát, majd beugrani egy meleg fürdőbe; retteg a pókoktól, valamint fél a sötéttől és a szellemektől. Imád aludni és mindig alvómaszkot visel. Szuperkutyiként hatalmas erővel rendelkezik, feltöltődés után energiagolyóvá tud válni és bármit ledönteni. Feltöltődéskor Marshallal áll párban. Medálján sárga háttér előtt egy csavar kulcs látható, szuperkutyis medálján pedig Thor kalapácsa van, ezzel kommunikál a többikkel.
- Zuma – egy csokoládé labrador retriever, aki vízimentőként szolgál, az őrjárat hetedik tagja, 5 éves. Elsődleges feladata a tengeri állatok megmentése a víz alatti vészhelyzetek elől. Mivel a szolgáltatásaira gyakran nincs szükség, a csapat egyik legkevésbé használt tagja. Zuma az egyetlen kölyök, akinek olyan pakkja van, amelyhez nincs szükség hangfelismerésre, nem túl beszédes kölyök. Pakkjában búvárfelszerelés és zseblámpa van, amelyet a hátán visel, mint egy hátizsákot. A 3. évadban egy levegőben és vízben is használható háti propellert kap. A Mancs küldetések alatt egy szuperszonárt és egy aquadrónt is használ, amely képes megragadni tárgyakat. A 4. évadban ő is megkapja pakkjába a mentőövet. Szakértő kite-szörfös és búvár, nagy tüdőkapacitással rendelkezik, így légzőkészülék nélkül is hosszabb időt tud tölteni a víz alatt, sőt bundája miatt a jeges vizet is jól bírja. Általában Ryderrel merül, de néha előfordul, hogy egyedül is ment a víz alatt. Nagyon nyugodt, mindig hűséges és nagyon kedveli Rydert, játékos és mindig készen áll egy jó nevetésre, általában optimista. Jól kijön az óceáni állatokkal, néha olyan szlenget használ, mint a szörfösök. Szuperkutyiként vizet permetez a mancsain keresztül és irányíthatja az óceánt. Feltöltődés után energiabuborékokat hoz létre, hogy csapdába ejtse a dolgokat vagy megvédje magát a támadásoktól. Feltöltődéskor Skye-jal áll párban. Medálján narancs háttér előtt egy ezüst horgony van, szuperkutyis medálján pedig egy kék hullám, ezzel kommunikál a többikkel.

### Későbbi tagok
- Everest – egy szibériai husky, aki havasi mentőkutyaként szolgál Jake hegyén, valamint a hóval vagy jéggel kapcsolatos vészhelyzetekben. Az őrjárat nyolcadik tagja és egyben ő a legidősebb és a legmagasabb tag, 8 éves. Elsődleges feladata, hogy vészhelyzet esetén letisztítsa a havat az utakról, valamint segít Jake hegyén a síelők megmentésében, ha szükséges. Pakkja, egy csákánykampót és egy összehajtató snowboardot tartalmaz. A légi mentésekhez egy Skye-hoz hasonló szuperszonikos pakkot, a vízi mentésekhez pedig egy víz alatt is használható deszkát kapott. Everest a Déli-sarkon élt, mielőtt megmentette Jake-et és a Kaland-öböl hegyére nem költözött vele. Lelkes és nagyon kedves kutyus, imád menteni és nagyon szereti a májat, amiből rengeteget eszik, másik kedvence a pizza. Gyomra korgása olyan hangos, hogy sokszor medvemorgásnak hiszik. Legjobb barátja Skye, de Rubble-el is nagyon jóban van, mindketten remek snowboardosok. Szeret minden havas játékot, kedvence a Fagyfogó, de szívesen túrázik Jake-el is. Elképzelhető, hogy kissé szerelmes Marshallba. Everest szuperkutyiként jeges kiáltással rendelkezik, amivel mindent megfagyaszthat. Medálján világos kék háttér előtt egy ezüstszínű fenyő van, szuperkutyis medálján pedig egy hópehely, ezzel kommunikál a többikkel.
- Robo-kuty – egy robotkutya, amelyet a Ryder épített. Ő a csapat hivatalos sofőrje: ő vezeti az Őrjárgányt, a Légi járőrt, a Mancs küldetés cirkálót, az Őrhajót, a Szuperjetet és a Dínó járgányt is. Képes megjavítani, fejleszteni a dolgokat.
- Tracker – egy barna-fehér potcake kutya, aki dzsungelmentőként szolgál. Az őrjárat kilencedik tagja, 4 éves, ő a legfiatalabb a csapatban. Elsődleges feladata Carlos védelme, de segít neki a régészeti ásatásokkor és a vadállatok ellátásában is. Gyakran használja kiváló hallását, hogy megmentse a veszélyben lévő embereket, állatokat. Felszerelése két visszahúzható, rugós kábelből áll, ezeknek karmok vannak a végükön, amelyek lehetővé teszik, hogy a fák között lengjen, ezen kívül egy rengeteg szerszámot tartalmazó svájci bicskát is rejt a pakkja. Carlossal él a dzsungelben, szívesen játszik a vadállatokkal. Bátor, de nagyon fél a sötétben, mert túl sok mindent hall. Tracker kétnyelvű; angolul és spanyolul is tud beszélni. A legjobb barátja Carlos. Szuperkutyiként óriásindákat, növényeket tud növeszteni, irányítani. Medálján khaki zöld háttér előtt egy iránytű van, szuperkutyis medálján pedig egy levél van piros háttér előtt, ezzel kommunikál a többikkel.
- Ella – nőstény golden retriever, Tuck ikertestvére. A meteor hatására óriásira tud nőni, a szőrében piros csík jelenik meg az átalakuláskor, a Szuperikrek egyik tagja. Nagy szeretettel beszél Tuckról, "tesónak" és "kis tesónak" hívja. Mindig segítik egymást és más embereket. Szuperkutyi medálján két nyíl (tetején piros, alul kék) van, ezzel kommunikál a többikkel.
- Tuck – hím golden retriever, Ella ikertestvére. A meteor hatására apróra tud zsugorodni, a szőrében kék csík jelenik meg az átalakuláskor, a Szuper ikrek egyik tagja. Tuck nagyon törődik Ellával és fordítva. Szabadidejében szeret vele játszani. Előfordul, hogy egyszerre ugyanazt mondják. A nővéréhez hasonlóan Tuck is hősies. Szuperkutyi medálján két nyíl (felül kék, alul piros) van, ezzel kommunikál a többikkel.
- Liberty - barna hosszúszőrű tacskó, a filmben debütált. Szuperképessége, hogy gumi szerűen megnyúlik a teste. Ezzel bármikor el tud kapni valakit trambulinszerűen, vagy visszatartani gumiszalag szerűen. Medálján felhőkarcolók láthatók.
- Rex – egy berni pásztorkutya, aki a dinoszauruszok szakértője, képes beszélni a dinoszauruszokkal és a Dínó vadonban él, Dr. Tammy Turbottal és lányával, Taylorral, itt ő az egyedüli kutyi. Nagyon el tud érzékenyülni a pici dínóktól. Ő az első fogyatékkal élő kölyök, aki csatlakozik a csapathoz, a hátsó lábait cipelő kerekes dinójárót visel. Medálján zöld csontos háttér előtt kék háromkarmos dínó láb látható, ezzel kommunikál a többikkel. A Rex pakkja tartalmaz egy Dino karmot, amely, mint a neve is mutatja, olyan, mint egy dinoszauruszé – és egy nyújtható kábellel lehet kilőni.
- Coral – Egy sellő cockapoo, Skye elveszett unokatestvére, bátor és okos, de nem mindig sellőkutyi volt, egy fényes estén beúszott az óceánba, és sellővé vált. Ha Skye-jal pacsizik, földikutyi is lehet.

### Ismétlődő karakterek
- Goodway polgármesterasszony –  Kaland-öböl polgármestere, aki a városházán lakik. Rivalizál Ködös-völgy polgármesterével, Humdingerrel. Időnként nagyon pánikba esik, és eléggé egoista, butuska, és Humdingerrel rosszindulatú, de komolyan veszi a munkáját és a legjobbat akarja a városnak. Van egy Tyúkica nevű házicsirkéje, sokszor úgy viselkedik vele, mint a saját gyermekével, sokszor becézgeti és a táskájában hordja, és többméteres, teljesen felesleges aranyszobrot állított neki. Nagy Luke Stars rajongó.
- Horatio Turbot kapitány – a sellőkutyik témájú különleges epizódokban a csapat alkalmi tagjaként szolgál. Ő az őrjárat legjobb emberi barátja, és információforrásuk az öböl mindenféle vadállatáról. Okos tengerbiológus, aki gyakran alliterációkban beszél, igazi nyelvész, rengeteg különleges nyelvet ismer; sellőkutyi, bálna, narvál, tigris, és még két földönkívüli nyelven is. ”Rydernek gyakran le kell egyszerűsítenie a kapitány mondanivalóját, és megismételni azt a kutyiknak, hogy megértsék. Fő járműve a Flounder nevű hajó, de van egy búvárharangja is, amellyel a vízalatti kutatásokat végzi. Unokatestvére és kutatópartnere François Turbot, akivel folyton versengenek, illetve van egy testvére is Dr. Tammy Turbot dínó orvos. Számos tudományos terület iránt érdeklődik – többek között az állattan, az őslénytan, a csillagászat, a meteorológia és a technológia iránt. Legjobb barátja Wally, a rozmár, aki a Fóka-szigetet körülvevő vízben él.
- Katie – egy 10 éves kislány, aki a Kaland-öbölben lévő kisállat-szalont vezeti, mint állatkozmetikus és orvos. Szerető és gondoskodó minden állattal és emberrel szemben, van egy Cali nevű szürke házimacskája is, aki sokszor keveredik bajba, ő a mindene.
- Humdinger polgármester – Ködös-völgy polgármestere és az Őrjárat fő ellenfele, egy barlangban él a cicáival a völgy tengerpartján. Goodway polgármester fő riválisa, sokat vitatkoznak a polgármesterasszonnyal és mindent megtesz azért, hogy felül kerekedjen mindenben, sokszor csal és lop. Tervei azonban alkalmanként visszaüthetnek a saját túlzott önbizalma és meggondolatlansága miatt, ami azt eredményezi, hogy az őrjáratnak kell megmentenie őt. Humdinger polgármester meglehetősen beképzelt, szerinte az ő városa minden szempontból jobb, mint Kaland-öböl. A cicáival kedves és sokszor aggódik értük, bár visszatér a szokásos énjéhez, ha már biztonságban vannak. Elég gyenge az emberismerete. Bízik unokaöccsében, Haroldban, bár utóbbi gyakran elárulja. Imádja a lila színt.
- Macs Katasztrófacsapat – az őrjárat gonosz alteregói. Gazdájuk, Humdinger polgármester, ő vezeti őket, megteszik, amit kérnek tőlük, de néha makacsak és nem engedelmeskednek, sőt van, mikor bosszút is állnak a polgármesteren.
- Alex Porter – egy 5-6 éves fiú, aki Kaland-öbölben él nagypapájával, Mr. Porterrel. Elég türelmetlen. Ő vezeti a Mini Őrjáratot, amit a Mancs őrjárat ihletett, tagjai; Cali, Tyúkica, Kis Hú, egy teknős, és egy nyúl és sajnos csak ritkán járnak sikerrel. Járművük Alex Szupiciklije és egy hozzákapcsolt utánfutó.
- Mr. Porter – étteremtulajdonos Kaland-öbölben, valamint Alex Porter nagyapja. Kedves, szeretetteljes, bölcs és gondoskodik másokról, főleg Alexről.
- François Turbot – Turbot kapitány unokatestvére és kutatópartnere, aki vele együtt él a Fóka-szigeti világítótoronyban. Zoológusként (herpetológus), művészként és természetfotósként dolgozik. Erős francia akcentusa van, és gyakran használ francia kifejezéseket. Francois-nak sok házi hüllője van, akiket egy zöld teherautóban gondoz és tart: Jenny, a krokodil, Xander, a kaméleon, Ebenezer, a teknős és egy pár vízikígyó.
- Jake – egy snowboardos síoktató, aki a snowboardos üdülőhelyet üzemelteti Kaland-öböl hegyén, Everest is vele él. A hegyvidéki üdülőhely tulajdonosaként ügyel a vendégek biztonságára, gyakran megmenti a síelőket és a snowboardosokat, ha csapdába esnek, megsérülnek vagy elvesznek a hegyen. Jake mentőtársi státusza és szoros kötődése Everesthez – aki megmentette őt a Déli-sarkon – azt jelenti, hogy Jake alkalmanként segítséget nyújt az őrjáratnak.
- Yumi gazda – Kaland-öböl mezőgazdasági termelője, farmján számos különféle növényt termeszt, valamint finom mézet is készít, melyet Mr. Porter is árul. Al gazda felesége. Nagyon törődik az állataival, mint Bettina tehén, Garbie kecske és a csirkéi. Ő a kuty-fu sensei, aki a kutyikat oktatja. Jó barátok Goodway polgármesterrel.
- Al gazda – a Moo Juice Tejgazdaság tulajdonosa és Yumi gazda férje. Több tehene és malaca is van, de kedvence Corny, a malac. Mindig hálás, ha valaki kisegíti. Kedvenc mondása: "Most már mindent láttam!"
- Merész Danny X – egy 10 éves fiú, akit Ryder motivált, hogy kaszkadőr legyen. Egy extra gyors módosított trike-al mutatja be a trükkjeit, amik általában rosszul sülnek el. Danny tomboló, energikus és mindig mozgásban van. Merész hozzáállása és személyisége miatt kissé vakmerőnek tűnik. Ennek eredményeként gyakran meg kell menteni. Hajlamos figyelmen kívül hagyni a másokat a mutatványok közben és a veszélyességgel kapcsolatos tanácsokat sem fogadja meg. Ennek ellenére nagyon tiszteli Rydert. Néha elnézést is kér, ha mutatványai gondot okoznak másoknak.
- Carlos – egy 10 éves fiú, Ryder levelezőpartnere a dzsungelből. Szeret a dzsungelben kalandozni, új dolgokat felfedezni és megismerni a dzsungelben élő állatokat. Trackert tartja a legjobb barátjának, és hálás, hogy Tracker megmentette őt egy kígyótól, amikor először találkoztak. Együtt élnek a dzsungelben. Van egy vörös ara papagája, Matea. Dzsungel felfedező és régész.
- Ace Sorensen – egy tizenéves lány, profi kaszkadőr pilóta és Skye példaképe. Egy Amelia nevű kis repülőgéppel repül, később egy repülő autót kap születésnapjára a kutyiktól.
- Otis Goodway – egy idősebb férfi, Goodway polgármester nagybátyja. Aranyásóként dolgozik és a hegyekben lakik, egy faházban. Gyakran hajlamos félrehallani a szavakat, meggyengült hallása miatt.
- Miss Marjorie – egy idős nő, aki Kaland-öbölben él, nem nagyon hagyta el a házát, ami elég kísérteties. Kora ellenére meglehetősen sportos. Alkalmanként sporteseményeken vesz részt. Kedvence egy morcos mosómedve, Maynard. Egy könyvmobillal járja a környéket és könyveket kölcsönöz a gyerekeknek.
- Luke Stars – fiatal popénekes, Kaland-öbölben nagy rajongótábora van. Kedves és előzékeny mindenkivel szemben, akivel találkozik.
- Szájhős Sid kalóz – fiatal kalóz, aki kutyájával, Arrby-val járja a tengert. Imád tárgyakat lopni (kleptomániás), még ha nincs is rá szüksége. Többnyire Arrby szerzi meg neki a kívánt dolgokat, akivel minden hibája ellenére tisztelettel bánik. Szenvedélyes és kifejező, kalóznyelven beszél, sokszor használja például az "arr" kifejezést.
- Arrby – egy barna kalóz tacskó, Szájhős Sid kutyája és első tisztje. Gyakori szófordulata: "Igenis, kapitány, mister Sid!" Kedves és szeretetteljes a tulajdonosával, Siddel szemben, bár sokszor megkérdőjelezi szükséges-e még több dolgot lopni. Cseppet sem rosszindulatú, inkább csak örömet szeretne okozni gazdájának.
- Sweetie/Édi – Egy west highland white terrier, aki Ugatfalva hercegnőjének a kutyája. Néha rosszindulatú is tud lenni, mert mindenképpen királynő akar lenni, és el akarja lopni a hercegnő koronáját.
- Moby – Egy portugál vízikutya, aki Coralhoz hasonlóan sellő, és utálja a sellőkutyik dalolását, ezért sok tervet próbál kieszelni, hogy gátat szabjon ennek. Van egy Polipka nevű társa (aki egyébként tintahal, nem polip).
- Harold Humdinger – Humdinger polgármester unokaöccse. Harold nagyon okos és jártas a műszaki dolgokban, általában arrogáns, sok nagyszerű gépet tud megtervezni és gyártani, bár ezek nem mindig működnek. Még képzettebbé válik az építésben mikor egy meteorszilánk hatása alatt áll, az erőt ad neki, hogy elméjével irányítsa és szerelje össze a gépeket. Eleinte úgy tűnik, segítőkész nagybátyja felé, később ugyanolyan kapzsinak mutatkozik. Álnok, és gyakran hátráltatja Humdinger polgármestert saját céljainak megvalósítása érdekében. Ennek ellenére Humdinger továbbra is bízik benne.
- Dr. Tammy Turbot – Turbot kapitány testvére és François Turbot unokatestvére. Dínó orvos és Rex gondozója a Dínó vadonban.

## Szereposztás

### Főszereplők
| Szereplő                | Eredeti hang | Magyar hang                                    |
| ----------------------- | --- | ---------------------------------------------- |
| Ryder                   | Owen Mason (1–2. évad) Elijha Hammill (3. évad) Jaxon Mercey (4–6. évad) Joey Nijem (6–7. évad) Beckett Hipkiss (7–8. évad) Kai Harris (8– évad) | Straub Norbert                                 |
| Chase                   | Tristan Samuel (1–2. évad) Max Calinescu (3–4. évad) Justin Paul Kelly (5– évad)                                                                 | Czető Roland                                   |
| Marshall                | Gage Munroe (1. évad) Drew Davis (2–5. évad) Lukas Engel (6. évad) Kingsley Marshall (7–8. évad) Christian Corrao (9– évad)                      | Szalay Csongor                                 |
| Skye                    | Kallan Holley (1–5. évad) Lilly Bartlam (6– évad)                                                                                                | Pekár Adrienn                                  |
| Rocky                   | Stuart Ralston (1–2. évad) Samuel Faraci (3–7. évad) Jackson Reid (7– évad)                                                                      | Kováts Dániel (1. hang) Moser Károly (2. hang) |
| Rubble                  | Devan Cohen (1–5. évad) Keegan Hedley (6–8. évad) Lucien Duncan-Reid (8– évad)                                                                   | Baráth István                                  |
| Zuma                    | Alex Thorne (1–4. évad) Carter Thorne (4–5. évad) Shayle Simons (6–8. évad) Jordan Mazeral (9– évad)                                             | Czető Ádám                                     |
| Horatio Turbot kapitány | Ron Pardo | Holl Nándor                                    |
| Everest                 | Berkley Silverman | Laudon Andrea                                  |
| Tracker                 | David Lopez (3–7. évad) Mateo Carnovale (8– évad)                                                                                                | Szilágyi Csenge                                |
| Tuck                    | Eamon Hanson (6–7. évad) Roman Pesino (9– évad)                                                                                                  | Molnár Levente                                 |
| Ella                    | Isabella Leo | Molnár Ilona                                   |
| Rex                     | Luxton Handspiker (7. évad) Hartley Bernier (9– évad)                                                                                            | Berkes Bence                                   |
| Vadmacska               | Tristan Mammitzsch | Pálmai Szabolcs                                |
| Rory                    | Tianna SwamiNathan |                                                |
| Shade                   | Markeda McKay |                                                |
| Leo                     | Kingston Crooks |                                                |
| Liberty                 | Tymika Tafari | Gáspár Kata                                    |
| Al                      | Nylan Parthipan |                                                |
| Coral                   | Kaia Ozdemir |                                                |

### Mellékszereplők
| Szereplő               | Eredeti hang                                                                                          | Magyar hang                                        |
| ---------------------- | --- | -------------------------------------------------- |
| Goodway polgármester   | Deann Degruijter (1-7. évad) Kim Roberts (7- évad)                                                    | Kocsis Mariann                                     |
| François Turbot        | Peter Cugno                                                                                           | Galbenisz Tomasz                                   |
| Humdinger polgármester | Ron Pardo                                                                                             | Bácskai János                                      |
| Al                     | Ron Pardo                                                                                             | Debreczeny Csaba                                   |
| Katie                  | Katherine Forrester                                                                                   | Kántor Kitty (1. hang) Sipos Eszter Anna (2. hang) |
| Yumi                   | Hiromi Okuyama (1. évad) Stephany Seki (2- évad)                                                      | Solecki Janka                                      |
| Porter úr              | Blair Williams                                                                                        | Kapácsy Miklós                                     |
| Alex Porter            | Christian Distefano (1-5. évad) Wyatt White (5-9. évad) Simon Webster (9- évad)                       | Pál Dániel Máté                                    |
| Jake                   | Scott McCord                                                                                          | Szabó Máté                                         |
| Carlos                 | Lucius Hoyos (2. évad) Jaiden Cannatelli (3–7. évad) Diego Rieger (7-8 évad) Lucas Miranda (7-8 évad) | Boldog Gábor                                       |

## Epizódok
| Évad | Évad | Epizódok | Amerikai sugárzás    | Amerikai sugárzás    | Kanadai sugárzás    | Kanadai sugárzás     | Magyar sugárzás      | Magyar sugárzás      |
| Évad | Évad | Epizódok | Évadpremier          | Évadfinálé           | Évadpremier         | Évadfinálé           | Évadpremier          | Évadfinálé           |
| ---- | ---- | -------- | -------------------- | -------------------- | ------------------- | -------------------- | -------------------- | -------------------- |
|      | 1    | 26       | 2013. augusztus 12.  | 2014. augusztus 18.  | 2013. augusztus 27. | 2014. augusztus 2.   | 2013. november 24.   | 2014. július 3.      |
|      | 2    | 26       | 2014. augusztus 13.  | 2015. december 4.    | 2014. augusztus 27. | 2015. szeptember 16. | 2014. december 8.    | 2015. december 4.    |
|      | 3    | 26       | 2015. november 20.   | 2017. január 26.     | 2015. november 28.  | 2017. január 14.     | 2016. május 1.       | 2017. december 17.   |
|      | 4    | 26       | 2017. február 6.     | 2018. március 6.     | 2017. március 4.    | 2018. február 17.    | 2017. augusztus 26.  | 2018. augusztus 26.  |
|      | 5    | 26       | 2018. február 6.     | 2019. január 25.     | 2018. június 30.    | 2019. március 9.     | 2018. szeptember 17. | 2019. július 28.     |
|      | 6    | 26       | 2019. február 22.    | 2021. július 23.     | 2019. május 18.     | 2020. február 22.    | 2019. szeptember 23. | 2020. december 17.   |
|      | 7    | 26       | 2020. március 27.    | 2021. május 7.       | 2020. május 2.      | 2020. december 26.   | 2021. április 23.    | 2021. augusztus 31.  |
|      | 8    | 26       | 2021. április 2.     | 2023. április 1.     | 2021. május 15.     | 2022. május 7.       | 2022. január 10.     | 2022. október 11.    |
|      | 9    | 26       | 2022. március 25.    | 2023. július 31.     | 2022. május 14.     | 2023. április 22.    | 2022. augusztus 13.  | 2023. szeptember 15. |
|      | 10   | 26       | 2023. július 10.     | 2024. szeptember 17. | 2023. május 27.     | 2024. június 15.     | 2023. november 21.   | 2024. december 21.   |
|      | 11   | TBA      | 2024. szeptember 18. | TBA                  | 2024. július 6.     | TBA                  | 2024. október 12.    | TBA                  |